# Менделеева, Анна Ивановна
Анна Ивановна Менделеева при рождении Попова (27 февраля 1860, Урюпинск — 13 января 1942, Ленинград) — русская, советская художница, мемуарист. Автор воспоминаний о своём муже — Дмитрии Ивановиче Менделееве.

## Биография
Анна Ивановна Менделеева, в девичье Попова, родилась 27 февраля 1860 г. в станице Урюпинской. Она происходила из русско-шведской семьи. Её отец — донской казак, полковник Иван Евстафьевич Попов (1827—1883), окончивший школу в Воронеже проходил военную службу на Кавказе, мать — Анна Логиновна, при рождении Ефремова (1830—1898) имела шведские корни, предки которой проживали на Аландских островах. Бабушка Анны вышла замуж за русского инженера и переехала жить в Россию. Семья Анны Ивановны, после выхода Ивана Евстафьевича в отставку, поселилась в Урюпинской станице где и родились две дочери.
Отец, стремившийся дать дочерям образование, весной 1868 года перевозит семью в Москву, где Анна с сестрой Марией поступают в женскую гимназию, руководительницей которой была княжна Елена Сергеевна Горчакова — родственница Льва Толстого. У Анны проявляется музыкальный и художественный талант. В 1874—1875 учебном году она поступает на воскресные классы рисования при Строгановском училище, одновременно с этим берёт уроки музыки.
Осенью 1875 года Анна переезжает в Петербург где поступает в консерваторию по классу фортепиано. Однако, занятия в консерватории не заладились. Она поступает в школу рисования на Васильевском острове, посещает скульптурный музей Академии Художеств.
После успешных экзаменов в Академию Художеств Анна уезжает на лето на родину, где получает предложение выйти замуж от врача Владимира Платоновича Рубашкина, проживавшего в Новочеркасске, однако отвечает отказом, сославшись на необходимость окончания учёбы. Анна возвращается в Петербург, где проучится  в Академии с 1876 по 1880 год.

## Дмитрий Иванович Менделеев
В Академии Художеств Анна дружит с Надеждой Яковлевной Капустиной, которая представляет её своей матери — старшей сестре Д. И. Менделеева — Екатерине Ивановне Менделеевой (Капустиной), а позже завязывается знакомство и с Дмитрием Ивановичем. По его просьбе она выполняет карандашную копию картины Карла Брюллова «Последний день Помпеи».
Менделеев, бывший в то время женатым в браке с Феозвой Никитичной Лещевой, влюбляется в Анну.
Анна имела привлекательную внешность:

Высокая, стройная и статная девушка с грациозной походкой, густыми золотистыми косами со скромно подвязанными черными лентами у затылка, с большими светлыми глазами на детски округленном лице с нежным румянцем и густыми, красивыми бровями
— В.Е.Тищенко. "Дмитрий Иванович Менделеев, его жизнь и деятельность. Университетский период 1861—1890 гг."
В это время он устраивал у себя вечера для студентов и молодёжи, на которые была приглашена и Анна. Вскоре эти встречи превратились в «Менделеевские среды» — регулярные собрания людей искусства и науки. Их посещали художники Крамской, Репин, Мясоедов, Васнецовы, Суриков, Шишкин, Куинджи, учёные Бекетов, Петрушевский, Краевич. Сохранилась фотография на которой Анна Ивановна Попова наблюдает за игрой в шахматы между Менделеевым и Куинджи.
По окончании Академии Анна, не желая стать причиной раздора в семье Менделеева, покидает Россию и уезжает в Италию где совершенствует своё художественное мастерство. После её отъезда Д. И. Менделеев впадает в депрессию. Его друзья, профессора Бекетов, Иностранцев, Краевич, Докучаев и другие, посовещавшись отправляются к его жене и убеждают её дать согласие на развод.
Получив желанную новость, Дмитрий Иванович покидает Россию и отправляется к Анне в Рим. «Он явился ко мне (в апреле 1881 г.) в таком состоянии, что надо было или его спасать или им пожертвовать», писала она в воспоминаниях.
Зимой 1881 года они совершили совместную поездку по Европе, посетив Мадрид, Севилью, Толедо, Рим, Неаполь, Капри. По окончании своего европейского турне, минуя Петербург, отправились по приглашению промышленника Рагозина на Константиновский завод под Ярославлем. 29 декабря 1882 года у них родилась дочь Люба.
По возвращении пары в Россию, отца Анны — Ивана Евстафьевича, переживавшего за судьбу дочери, хватил удар: отнялся язык и нарушилась подвижность руки и ноги. В 1882 г. Анна забирает его к себе в Петербург на лечение.
Д. И. Менделеев добился развода, но без права жениться целых семь лет. Однако это его не остановило, получив 10 тысяч рублей за книгу «О сопротивлении жидкостей», он уговаривает священника Куткевича пренебречь запретом духовной консистории и в апреле 1882 года венчается в Кронштадте в Адмиралтейской церкви. В результате Куткевича лишают духовного звания, а Анна становится женой известного русского учёного. Это событие воспринимается негативно в обществе, о чём было доведено императору, на что тот ответил:

«Это верно, у Менделеева две жены, но Менделеев-то у меня один!»
— Александр III о втором браке Д.И.Менделеева
По другим сведениям на письменный донос одного из своих генералов по поводу второго брака Д. И. Менделеева император начертал: «Отказать. Таких дураков, как ты, у меня много, а Менделеев — один».
До 1906 года Анна Ивановна вместе с мужем проводила летние месяца в усадьбе Боблово, где устраивались любительские спектакли и члены семьи становились актёрами.
Имение посещали Репин, Куинджи. Часто бывал Блок где он познакомился с Любовью Менделеевой, в последующем ставшей его женой. Свадьба была сыграна в усадьбе в 1903 году.
После смерти 2 февраля 1907 г. Д. И. Менделеева, семья вынуждена была освободить занимаемую казённую квартиру, принадлежавшую, главной палате мер и весов. Последовали многочисленные переезды и постоянный поиск жилья, как следствие возникла проблема с размещением кабинета Д. И. Менделлеева.

## Кабинет Д. И. Менделеева
Благодаря Анне Ивановне после смерти учёного в 1907 году появляется идея создания «Кабинета Д. И. Менделеева» при Санкт-Петербургском Императорском университете.
Ууниверситет сначала отказал в реализации этой идеи, сославшись на отсутствии свободных помещений. Жене учёного поступило предложение приобрести кабинет за 12.000 рублей от Донского политехнического института. Она отреагировала положительно. Известие о продаже кабинета Менделеева быстро распространилась по Петербургу. Газеты не стесняясь в выражениях высказывали сожаление и упрёк, что драгоценная память Дмитрия Ивановича удаляется из Петербурга.
Анну Ивановну посещает попечитель учебного округа Мусин-Пушкин с заявлением, что кабинет Дмитрия Ивановича должен принадлежать государству, а не частному обществу. В итоге решение было изменено.
За 15 тысяч рублей у вдовы Д. И. Менделеева были выкуплены библиотека, архив, предметы мебели и личные вещи учёного. Все это в последующем стало основой коллекции будущего Музея-архива Д. И. Менделеева, открытого в 1911 году в трёх комнатах бывшей казённой квартиры в здании Двенадцати коллегий (Ректорский флигель), где учёный проживал с 1866 по 1890 год.
После революции 1917 года Анна Ивановна осталась без жилья и вынуждена была уехать на Дон в Новочеркасск — являющийся центром белого движения. Она лишилась персональной пенсии, назначенной ей за службу мужа, и ей пришлось хлопотать о её возвращении только после окончание гражданской войны. В 1921 году она вернулась в Петроград, Ученики мужа Н. С. Курнаков и В. Е. Тищенко благодаря связям обеспечили её жильём в Доме Престарелых Учёных, расположенном по улице Халтурина (Миллионная), дом 10.
1941 год застал Анну Ивановну в Ленинграде где она и скончалась во время блокады 13 января 1942 года.

## Семья
В браке Менделеевых родилось четверо детей:
- Любовь (1881—1939), — актриса, жена А. Блока. Окончила Высшие женские курсы, играла в труппе Мейерхольда и в Театре Комиссаржевской. Выступала под сценическим псевдонимом Басаргина, историк балета, мемуаристка, автор книг «И быль, и небылицы о Блоке и о себе» и «Классический танец: История и современность». Давала уроки актёрского мастерства знаменитым балеринам Кирилловой и Дудинской[13].
- Иван (1883—1936) — окончил гимназию с золотой медалью, по окончании политехнического института  помогал отцу выполнять расчёты, одним из первых в СССР начал изучение свойств тяжёлой воды.
- Мария (1886—1952) — обучалась на Высших женских сельскохозяйственных курсах. Позже заведовала музеем-архивом Менделеева при университете[14].
- Василий (1886—1922) — окончил Морское техническое училище, разработал модель сверхтяжёлого танка.

В начале XXI века из потомков Менделеева остался в живых лишь Александр Каменский, приходившийся правнуком Анне и Дмитрию Менделеевых. Он умер не оставив потомков.

## Наследие
До наших дней сохранилось небольшое количество художественных работ Анны Ивановны Менделеевой (Поповой): пейзажи, изображавшие её родные казачьи места, а также несколько портретов: Д. И. Менделеева и его родителей, на одном из которых мать учёного изображена в старинной причёске с букольками на висках, с короткой талией и в чепце с голубыми бантами, отец написан в профиль
.  Также сохранился карандашный портрет отца художницы — Ивана Евстафьевича Попова.
Один из портретов мужа был создан по инициативе профессора Зубашева Ефима Лукьяновича — директора Томского технологического института. Находясь в гостях у Менделеевых, он попросил Анну Ивановну выполнить портрет мужа для своего института. Вскоре портрет был готов и выставлен на всеобщее обозрение в обществе поощрения художников в Петербурге. Работа получила положительные отзывы и весной 1905 года портрет был доставлен в Томский технологический институт и установлен в кабинете директора. В годы войны картина была утеряна и обнаружена только в 1970 году. Её разместили в качестве экспоната в музее института.
Анна Ивановна оставила воспоминания «Менделеев в жизни», вышедшие в издательстве Сабашниковых в 1928 году и включённые в книгу «Д. И. Менделеев в воспоминаниях современников» (Изд. 2-е.- 1973). В них рассказывается о приезде в Санкт-Петербург, о сестре Менделеева Е. И. Капустиной, «Менделеевских средах» и других фактах из жизни учёного. Воспоминания Менделеевой были включены в книгу «Александр Блок в воспоминаниях современников» (в 2 т. 1980).

## Иван Крамской «Лунная ночь»
В 1879 году Иван Крамской приступил к работе над одной из самых известных своих картин — «Лунная ночь». В центре сюжета — женщина в белом, сидящая на скамье, освещённая лунным светом. В качестве модели послужила будущая жена Д. И. Менделеева — Анна Ивановна Попова. Когда работа близилась к своему завершению картина приглянулась Сергею Михайловичу Третьякову - младшему брату Павла Третьякова, меценату и предпринимателю. Он решает приобрести картину, но высказывает пожелание, что изображённая женщина должна быть непременно его жена — Елена Андреевна. Именно она и позировала художнику при доработке картины. В результате получился объединённый образ героини, объединивший в себе изображения двух женщин. Картина была представлена на 8-й выставке Товарищества передвижных художественных выставок («передвижников») в Санкт-Петербурге в 1880.